# Quartier Général de la Police de Toronto
Le Quartier Général de la Police de Toronto est le quartier général du service de police de la ville de Toronto. Il est situé au 40 College Street à Toronto. Il a été construit en 1988 par la firme d'architecture Shore Tilbe Perkins+Will.
Une partie de la superficie de ce bâtiment est dédiée à un musée consacré à la police de Toronto.